# Giro de Toscana 2016
El Giro de Toscana 2016, 88a edició del Giro de Toscana, es va disputar entre el 20 i el 21 de setembre sobre un recorregut de 363 km dividit en dues etapes, amb inici a Arezzo i final a Pontedera. El vencedor final fou l'italià Daniele Bennati. Sonny Colbrelli acabà segon i Giovanni Visconti, vencedor de la primera etapa, tercer.

## Equips
L'organització convidà a prendre part en la cursa a tres equip World Tour, dotze equips continentals professionals i un equip nacional:
| WorldTeams (3)- Astana - Movistar Team - Dimension Data Equips continentals professionals (12)- Androni Giocattoli-Sidermec - Bardiani CSF - Bora-Argon 18 - Caja Rural-Seguros RGA - CCC Sprandi Polkowice - Fortuneo-Vital Concept - Gazprom-RusVelo - Nippo-Vini Fantini - Team Novo Nordisk - Topsport Vlaanderen-Baloise - Wilier Triestina-Southeast - Team Roth Equip nacional- Itàlia |
| |

## Etapes
| Etapa    | Data      | Ciutats d'etapa               | type              | Distància (km) | Vencedor de l'etapa | Líder de la general |
| -------- | --------- | ----------------------------- | ----------------- | -------------- | ------------------- | ------------------- |
| 1a etapa | 20 de set | Arezzo – Montecatini-Terme    | etapa accidentada | 174,7          | Giovanni Visconti   | Giovanni Visconti   |
| 2a etapa | 21 de set | Montecatini-Terme – Pontedera | etapa accidentada | 185,3          | Sam Bennett         | Daniele Bennati     |

### Etapa 1
| \| Classificació de l'etapa \| Classificació de l'etapa \| Classificació de l'etapa \| Classificació de l'etapa \| Classificació de l'etapa \| \| Corredor \| Corredor \| Equip \| Temps \| \| \| ------------------------ \| ------------------------ \| ------------------------ \| ------------------------ \| ------------------------ \| \| 1r \| Giovanni Visconti \| Movistar Team \| \| \| \| 2n \| Sonny Colbrelli \| Bardiani CSF \| \| \| \| 3r \| Daniele Bennati \| Tinkoff \| \| \| |                   |               |       |
| |                   |               |       |
| |                   |               |       |
| Classificació de l'etapa |                   |               |       |
| Corredor | Corredor          | Equip         | Temps |
| 1r | Giovanni Visconti | Movistar Team |       |
| 2n | Sonny Colbrelli   | Bardiani CSF  |       |
| 3r | Daniele Bennati   | Tinkoff       |       |

| \| Classificació general \| Classificació general \| Classificació general \| Classificació general \| Classificació general \| \| Corredor \| Corredor \| Equip \| Temps \| \| \| --------------------- \| --------------------- \| --------------------- \| --------------------- \| --------------------- \| \| 1r \| Giovanni Visconti \| Movistar Team \| \| \| |                   |               |       |
| |                   |               |       |
| |                   |               |       |
| Classificació general |                   |               |       |
| Corredor | Corredor          | Equip         | Temps |
| 1r | Giovanni Visconti | Movistar Team |       |

### Etapa 2
| \| Classificació de l'etapa \| Classificació de l'etapa \| Classificació de l'etapa \| Classificació de l'etapa \| Classificació de l'etapa \| \| Corredor \| Corredor \| Equip \| Temps \| \| \| ------------------------ \| ------------------------ \| ------------------------ \| ------------------------ \| ------------------------ \| \| 1r \| Sam Bennett \| Bora-Argon 18 \| 4h 36' 43" \| \| \| 2n \| Mark Cavendish \| Dimension Data \| + 0" \| \| \| 3r \| Daniele Bennati \| Tinkoff \| + 0" \| \| |                 |                |            |
| |                 |                |            |
| |                 |                |            |
| Classificació de l'etapa |                 |                |            |
| Corredor | Corredor        | Equip          | Temps      |
| 1r | Sam Bennett     | Bora-Argon 18  | 4h 36' 43" |
| 2n | Mark Cavendish  | Dimension Data | + 0"       |
| 3r | Daniele Bennati | Tinkoff        | + 0"       |

## Classificació final
| \| Classificació general \| Classificació general \| Classificació general \| Classificació general \| Classificació general \| \| Corredor \| Corredor \| Equip \| Temps \| \| \| --------------------- \| --------------------- \| --------------------- \| --------------------- \| --------------------- \| \| 1r \| Daniele Bennati \| Tinkoff \| 8h 53' 03" \| \| \| 2n \| Sonny Colbrelli \| Bardiani CSF \| + 0" \| \| \| 3r \| Giovanni Visconti \| Movistar Team \| + 0" \| \| |                   |               |            |
| |                   |               |            |
| |                   |               |            |
| Classificació general |                   |               |            |
| Corredor | Corredor          | Equip         | Temps      |
| 1r | Daniele Bennati   | Tinkoff       | 8h 53' 03" |
| 2n | Sonny Colbrelli   | Bardiani CSF  | + 0"       |
| 3r | Giovanni Visconti | Movistar Team | + 0"       |